# Umělá činčila

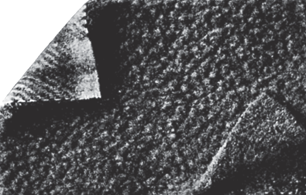
Dvojitá činčila s počesanou lícní stranou

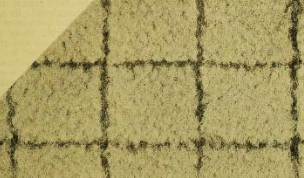
Vlněná činčila s bavlněnými proužky

Umělá činčila je imitace zvířecí kožešiny, vyráběná původně jako hustá vlněná tkanina s houbovitým vlasovým povrchem. První výrobky tohoto druhu měly pocházet ze Španělska.

## Tkaná činčila v minulosti
- Koncem 19. a začátkem 20. století se činčila často vyráběla jako dvojitá tkanina[2] ve váze 470–700 g/m2 ze směsi střižní/trhané vlny v poměru 60/40 %. Surová tkanina se počesávala a třela gumovým pásem, čímž se na povrchu vytvořily podlouhlé spirálovité nopky. Tkaná činčila se používala především na kabáty a svrchníky.

Vzorek na horním snímku je vystřižen z dvojité činčily. Lícní strana obsahuje 90 % černých a 10 % bílých vláken.
- Jako varianta byla známá károvaná a proužkovaná činčila (viz dolní snímek). Oblíbené byly např. světlezelené proužky z bavlněné nebo ostře kroucené příze na bílém vlněném podkladě. Vlněná příze obvykle sestávala ze směsi střižní vlny a výčesků. Tyto tkaniny s hmotností cca 500 g/m2 byly určeny většinou pro dámské svrchní oděvy.[3]

## Činčila v 21. století
V 21. století jsou jako umělá činčila v textilním obchodu známy:
- Plyšové tkaniny a osnovní pleteniny z polyesterových přízí, určené k použití na oděvy, nábytkové potahy a módní doplňky. Informace o technologii a rozsahu výroby nejsou zveřejňovány.[4][5]

Zatímco dámský kabát z pravé činčily stojí 20 až 30 tisíc USD, podobný výrobek z tkané činčily se v roce 2025 nabízí za cca 1000 USD.
- Pod značkou Synchilla (syntetická činčila) se vyrábí od roku 1985 polyesterový fleece s použitím na svetry, bundy, vesty a pod. Synchilla se propaguje zejména jako výrobek s vysokým obsahem recyklovaných surovin.[8]
- Hladké tkaniny ze směsi polyester/bavlna/len s dvoubarevným efektem (podobně jako vzorek na horním snímku). Mimo označení „činčila“ není u těchto výrobků známá žádná souvislost ani se zvířetem, ani s textiliemi stejného jména.[9]